# Turin Brakes
Turin Brakes is een Brits folkpopduo bestaande uit de twee jeugdvrienden Olly Knights en Gale Paridjanian, opgegroeid in Balham, Londen. Na in 1999 bij Anvil Records The Door EP te hebben uitgebracht in gelimiteerde oplage, tekenen ze bij het Franse onafhankelijke label Source Records, dat in 2001 wordt overgenomen door EMI.
Turin Brakes zijn vaak vergeleken met bands als Coldplay, Travis, en het Noorse duo Kings of Convenience, die met hun in 2001 verschenen album "Quiet Is the New Loud" ook Turin Brakes goed beschreven.
De band wordt gezien als een van de vertegenwoordigers van de zogenaamde New Acoustic Movement, een stroming gecreëerd door de Britse pers rond de eeuwwisseling. Hun eerste album, "The Optimist LP" (2001) werd alom geprezen en werd genomineerd voor de Britse Edison: de Mercury Prize. Deze plaat ging tot nu meer dan 200.000 keer over de toonbank.
De opvolger, "Ether Song" (2003), deed het nog beter en bracht enkele kleine hits voort in Engeland, met "Pain Killer" als hoogtepunt (top 5). Zo'n 300.000 exemplaren gingen van het album wereldwijd over de toonbank. "Ether Song" was een ommezwaai qua geluid. Het album, geproduceerd door Tony Hoffer, was voller en bevatte meer rock dan folk invloeden.
Hun derde album "Jackinabox" (2005) bracht opnieuw een ander geluid. Uitgebracht eind mei 2005, voorafgegaan door single "Fishing For A Dream", deed het album het wel niet zo goed als "Ether Song" op commercieel gebied, de critici zijn opnieuw lovend en het album komt in de Engelse album top 10 terecht. Dit derde album bevat zowel folk, funk als bossanova invloeden. De rest van 2005 wordt grotendeels doorgebracht met toeren. Zanger en tekstschrijver Olly Knights werd vader van een dochter, Ruby Alexander.
Olly Knights en Gale Paridjanian zongen ook mee in het refrein van de Band Aid 20 single (Do they know it's Christmas) eind 2004 voor het Band Aid-fonds. Ook werkten ze mee aan een actie "Flight 5065" in juni 2005 om de G8 op de armoede in de wereld te wijzen.
Het jaar 2005 wordt afgesloten met het uitbrengen van een nieuwe ep, de Red Moon EP, die eerst alleen op de Engelse tournee te bemachtigen is, maar later als download wordt uitgebracht. Ook brengt de band een livealbum uit, 24 uur na het concert in de Palladium in Londen is de opname hiervan te downloaden via de officiële website van Turin Brakes en via de Itunes Music Store.
In 2006 werkt de band aan nieuwe nummers in hun eigen studio in London. Na een korte tour door Engeland in november, nemen ze deze demo's in januari 2007 opnieuw op, samen met producer Ethan Johns. Het album verschijnt in september 2007 onder de titel Dark On Fire. Het album is directer dan de vorige albums en bevat meer elektrische gitaar en keyboards. Singles van het album zijn Stalker en Something In My Eye. Het album verschijnt ook met een bonus-ep, getiteld Something Out Of Nothing. Hierop staan de vijf andere nummers die tijdens de opnames met Ethan Johns zijn vastgelegd.
In het najaar van 2007 toert de band door het Verenigd Koninkrijk, Ierland, Duitsland, Nederland en Luxemburg om de plaat te promoten. In februari 2008 volgt nog een uitgebreide tournee door het Verenigd Koninkrijk. In mei 2008 keert het duo terug naar Duitsland om daar een akoestische tournee te doen met hun vaste bassist Eddie Myer.
10 jaar na het verschijnen van hun eerste single, The Door, komt het verzamelalbum Bottled at Source uit.
In 2010 verschijnt op hun nieuwe label, Cooking Vinyl, het nieuwe album Outbursts. Hiermee keert de band grotendeels terug bij de simpele folk-sound van het eerste album. Er volgt een Europese tour waarbij ook enkele Nederlandse steden worden bezocht. In 2013 verschijnt We Were Here en in 2016 Lost Property, waarvan singles Keep Me Around, Save You en Jump Start worden geplaylist op BBC Radio 2. Het nummer 'Save You' wordt gebruikt in de Amerikaanse serie Designated Survivor.

## Bandleden
Het duo toert al vanaf het begin van hun carrière met dezelfde liveband. Deze band bestaat uit drummer Rob Allum (bekend van The High Llamas), bassist Eddie Myer en tot 2009 keyboardspeler 'Little' Phil Marten. Hoewel deze bandleden op sommige nummers van de eerste drie albums te horen zijn, is Dark On Fire het eerste album wat in zijn geheel met deze band is opgenomen. Opvallend is dat de liveband samen (dus zonder Olly en Gale) liedjes schrijft voor andere artiesten. Recentelijk schreef het trio Allum, Myer en Marten The Girl You Lost To Cocaine voor Sia Furler, dat in Nederland de top 20 haalde. Sinds 2013 zijn Allum en Myer officieel onderdeel van de band. De nummers worden nog steeds geschreven door het oorspronkelijke duo.

## Albums
- The Optimist LP (2001)
- Ether Song (2003)
- Jackinabox (2005)
- Live at the Palladium (2005)
- Dark On Fire (2007)
- Bottled at Source - the best of the Source years (2009)
- Outbursts (2010)
- We Were Here (2013)
- Lost Property (2016)

## Singles
| Single met eventuele hitnotering(en) in de Nederlandse Top 40 | Datum van verschijnen | Datum van binnenkomst | Hoogste positie | Aantal weken | Opmerkingen                   |  |
| ------------------------------------------------------------- | --------------------- | --------------------- | --------------- | ------------ | ----------------------------- |  |
| The Door EP                                                   | 1999                  | -                     |                 |              | ep, 500 exemplaren uitgegeven |  |
| State of Things EP                                            | 2000                  | -                     |                 |              | ep                            |  |
| Fight or Flight EP                                            | 2001                  | -                     |                 |              | ep                            |  |
| The Door                                                      | 2001                  | -                     |                 |              |                               |  |
| Underdog (Save Me)                                            | 2001                  | 01-09-2001            | 96              | 3            |                               |  |
| Mind Over Money                                               | 2001                  | -                     |                 |              |                               |  |
| 72                                                            | 2001                  | -                     |                 |              |                               |  |
| Long Distance                                                 | 2002                  | -                     |                 |              |                               |  |
| Painkiller (Summer Rain)                                      | 2003                  | 15-03-2003            | 64              | 8            |                               |  |
| Average Man                                                   | 2003                  | -                     |                 |              |                               |  |
| 5 Mile (These Are The Days)                                   | 2003                  | -                     |                 |              |                               |  |
| Fishing For A Dream                                           | 2005                  | -                     |                 |              |                               |  |
| Napsterlive                                                   | 2005                  | -                     |                 |              | ep                            |  |
| Over and Over                                                 | 2005                  | -                     |                 |              |                               |  |
| The Red Moon EP                                               | 2005                  | -                     |                 |              | ep                            |  |
| Stalker                                                       | 2007                  | -                     |                 |              |                               |  |
| Something In My Eye                                           | 2008                  | -                     |                 |              |                               |  |
| Sea Change                                                    | 2010                  | -                     |                 |              |                               |  |